# Podalonia melaena
Podalonia melaena är en biart som beskrevs av Murray 1940. Podalonia melaena ingår i släktet Podalonia och familjen grävsteklar. Inga underarter finns listade i Catalogue of Life.